# 馬利亞諾維奇
51°11′12″N 24°27′1″E / 51.18667°N 24.45028°E
馬利亞諾維奇（烏克蘭語：Миляновичі），是烏克蘭的村落，位於該國西部沃倫州，由科韋利區負責管轄，始建於1511年，面積2.16平方公里，海拔高度187米，2001年人口306，人口密度每平方公里141.8人。